# Arctotherium tarijense
Arctotherium tarijense é uma espécie de urso extinta pertencente ao gênero Arctotherium, da subfamília Tremarctinae, que compreende os chamados ursos-de-face-curta. Habitou durante o Pleistoceno e Holoceno da América do Sul.
Junto a Arctotherium vetustum, e Arctotherium wingei, conforma o subgênero Pararctotherium, atualmente em desuso.

## Descrição original
Arctotherium tarijense foi originalmente descrito por Florentino Ameghino no ano de 1902.

## Distribuição
Viveu durante o Bonaeriano e Lujaniano na região Pampeana da Argentina; e no sul da Bolívia durante o Pleistoceno; no Chile e no Uruguai no Lujaniano superior. No Uruguai, foi encontrado no departamento de Río Negro.
No Chile, seus restos foram coletados na Região de Magalhães e Antártica Chilena. Restos do Holoceno foram encontrados na Cueva del Puma.

## Características gerais
Arctotherium tarijense era um urso-de-face-curta médio, pesando cerca de 400 kg. Sua redução de tamanho em relação a outros ursos-de-face-curta como o Arctotherium angustidens, muitas vezes tido como seu ancestral, pode estar relacionado ao aumento da competição com outros carnívoros na região e um deslocamento de nicho para uma dieta mais onívora.
A espécie vivia em regiões comumente frias e secas. Na porção sul da Patagônia, seus principais competidores provavelmente eram a enigmática onça-da-patagônia (Panthera onca mesembrina) e o tigre-dentes-de-sabre Smilodon, assim como o canídeo Dusicyon avus. No norte de sua distribuição, provavelmente viva em regiões pantanosas e em campos abertos do Uruguai e do norte da Argentina, e conviveu com uma maior variedade de competidores que incluíam o canídeo Protocyon e a onça-parda (Puma concolor). Pode ter convivido com o Arctotherium wingei na Bolívia.

A extinção deste taxón na América do Sul pode estar vinculado ao desaparecimento dos megaherbívoros, suas principais presas, num contexto de forte pressão de caça exercida pelo homem, junto a importantes mudanças ambientais durante o fim do Pleistoceno.